# Periscepsia turkmenica
Periscepsia turkmenica là một loài ruồi trong họ Tachinidae.